# キラキラスターナイト
『キラキラスターナイト』（Kira Kira Star Night）は、漫画家、イラストレーターのRIKIが制作し2013年8月11日に発売した横スクロールアクションゲーム。
本稿では、『キラキラスターナイト』の改良版としてリリースされた『キラキラスターナイトDX』、『キラキラスターナイト ふるさと納税 ふじみ野版』、『キラキラスターナイトexa』についても記述する。

## 概要
作中のグラフィックや音楽などをファミリーコンピュータ（以下「ファミコン」と表記）の仕様に沿って制作した作品で、ファミコンソフト用エミュレータで動作する拡張子「nes」のファイルを含むCD-ROM、および、ファミコン本体とその互換機で動作する非ライセンスのカートリッジ（以下「FCカートリッジ」と表記）の形式で提供されている。ファミコンソフトの開発にはアセンブリ言語の知識が必要であるため、当時の1980年代にプログラミングを手がけていた本職のプログラマーに開発を依頼している。
RIKIはレトロゲームの収集を趣味としていたが、それが高じて自身でゲーム制作を行うことを思い立ち、絵の仕事を続けながら1年7か月を費やして本作を完成させた。大勢の人を驚かせたいという考えから、ゲームを制作していることをリリース直前まで公表せず、ファミコンの発売日から30年となる2013年7月15日にPVを公開した。

## ストーリー
ある時、キララちゃんの部屋にしゃべるネズミが飛び込んできた。それは、月の女神さまによって姿を変えられたボーイフレンドのナイトくんで、願いをかなえる一番星を手に入れようと星のお城に忍び込んで大騒ぎし、眠っていた星たちがあちこちに飛び去ってしまったため罰を受けたのだった。
真っ暗な夜空に星たちが戻ってこない限り人間の姿に戻れないナイトくんは、自分の代わりに星たちを集めてほしいとキララちゃんに頼み込む。キララちゃんはナイトくんを助けるため、魔法のシューズに履き替えて部屋の窓から飛び出し、星たちを集めるための冒険へ出発する。

## システム
LEVEL1とLEVEL2の2つの難易度から一方を選択しゲームを開始する。それぞれに全9ステージが含まれている。
ゲーム画面は自動で横スクロールし右方向に進行する。ステージ内では複数連なった星が次々に現れて様々な軌道で飛び交い、キララちゃんは左右に移動しながら大ジャンプか小ジャンプを行って星々を取得する。各ステージには制限時間と星の取得数のノルマが設定されており、制限時間終了時にノルマを達成していればステージクリアとなる。

## シリーズ一覧

### キラキラスターナイト
『キラキラスターナイト』は、RIKIが自費出版したCD-ROM付きのムック『キラキラスターナイト パーフェクトブック』に収録される形で2013年8月11日にコミックマーケット84で販売された。また、イベントなどで贈呈する非売品としてFCカートリッジが制作されている。
作品内のBGMは、Tappy、hally、Bun、Robokabutoの4人が作曲している。また、美術補佐としてイラストレーターのEinが参加している。
CD-ROMの収録内容のうちCDプレーヤーで再生できる部分には、ゲームのサウンドトラックのほか、hallyが作曲しとろ美が歌う主題歌『キラキラスターナイト☆』や、君島りさと日暮哲也が声を担当するボイスドラマが含まれている。

### キラキラスターナイトDX
『キラキラスターナイトDX』は、コロンバスサークルよりFCカートリッジとして2016年10月6日に発売された。また、Limited Run Gamesより北米で2021年3月19日から4月19日まで予約販売が行われた。
作曲陣は初代のTappy、hally、Bun、Robokabutoの4人に加え、新たに、国本剛章、慶野由利子、古代祐三、塩田信之、Sntrr（並木学）、松前真奈美、除村武志、渡部恭久が楽曲を提供している。また、美術補佐ではEinのほか、ドット絵師の小野浩が参加している。
初代からの主な追加要素として、オープニングアニメーションや、グラフィックの多段スクロール、新規グラフィックなど演出面の強化が行われている。また、タイトル画面で隠しコマンドを入力すると、もう一人の操作キャラクター「ニューちゃん」でプレイできるようになる。ニューちゃんは、空中での2段ジャンプを行うことができる。
体験用として開発されたアーケードゲーム版の『キラキラスターナイトAC』が秋葉原の電器店「家電のケンちゃん」の店頭で2016年10月6日から2017年10月6日までの1年間稼働し、その売り上げは、2016年に発生した熊本地震で一部崩落した熊本城を復元するための義援金として全額寄付された。
なお、2017年公開のアニメ映画『打ち上げ花火、下から見るか? 横から見るか?』の中では、主人公が『キラキラスターナイトDX』を遊んでいるシーンがある。

### キラキラスターナイト ふるさと納税 ふじみ野版
『キラキラスターナイト ふるさと納税 ふじみ野版』は、埼玉県ふじみ野市が、ふるさと納税の返礼品としてCD-ROM版を2018年7月20日より、FCカートリッジ版を2020年4月13日より進呈している。RIKIによると、ふるさと納税専用ゲームは日本初とのこと。
RIKIはふじみ野市の出身で、2018年3月20日から3月28日まで開催されたふじみ野市主催のRIKIの個展「RIKIの8BIT展」が好評だったことを受けてゲームが返礼品に採用された。CD-ROM版は、2018年のふじみ野市の返礼品の中で一番人気となった。
『DX』からの主な追加要素として、ゲームオーバー後にネームエントリー画面が表示され、LEVEL1、LEVEL2でそれぞれ上位3つまでのスコアを保存できるようになった。また、新たな操作キャラクターとして、RIKIが手掛ける別ソフト『8BIT MUSIC POWER』より「8MP娘」（後に「ビットちゃん」に改名）が使用可能となった。キャラクター性能はキララちゃんと同じ。このほか、『DX』ではLEVEL1とLEVEL2の全面クリア後に隠しキャラクターのニューちゃんでLEVEL1とLEVEL2をクリアすると真エンディングが見れるという仕様だったが、『ふじみ野版』のCD-ROM版では通常のLEVEL1とLEVEL2をクリアすると見れるように変更し、カートリッジ版ではさらに条件を緩和してLEVEL1の全面クリアだけで見れるようになった。
ステージ開始時には、BGMの作曲者と曲名が表示される演出が加わった。一方、『DX』で追加された曲の一部（具体的には、『DX』より新たに参加した作曲家の曲）が削除され、代わりにBun、hally、Kunio、Robokabutoによる新曲に差し替えられている。『DX』は日本コロムビアよりサウンドトラックが発売されているが、この時に一部楽曲がJASRACに登録されたため曲の再使用には使用料の支払いが必要になり、『ふじみ野版』はスポンサーのいない個人開発で大きい額を支払うのは厳しいことから収録を断念した。
2022年5月27日には、2013年発売の初代のムックと、当時未発売のカートリッジ用シール、直筆サイン色紙を含む『ふじみ野版』CD-ROMを返礼品として出品したところ、1日で完売した。また2023年1月5日には、初代と『ふじみ野版』のカートリッジなど全9点のグッズを詰め合わせた一点物を寄付金額100万円として出品し、開始直後に即完売した。

### キラキラスターナイトexa
『キラキラスターナイトexa』は、exA-Arcadia対応のアーケードゲームとして、海外で2021年6月11日より、日本で同年6月22日より稼働開始した。
『ふじみ野版』からの主な追加要素として、メインの4:3のゲーム画面の両側（横画面の時は左右、縦画面の時は上下）にイラストを表示し16:9の画面出力に対応した。操作キャラクターはキララちゃん、ニューちゃん、ビットちゃんのうち1人をタイトル画面から選択できる。キララちゃんは大ジャンプと小ジャンプを、ニューちゃんは空中での2段ジャンプを行うという仕様はこれまでと同じだが、ビットちゃんはジャンプボタンを押す長さにより滞空時間が変化するという特徴が追加された。
『ふじみ野版』では『DX』から追加された曲の一部が削除されたが、本作では復活している。また、『DX』の時に不採用となっていた慶野由利子の曲が、本作より追加されたコンティニュー画面の曲として採用された。

## 評価
- 2014年BitSummitアワード 革新的メビウスの帯賞 受賞[17]
- TGS 2014 メディアアワード 4Gamerアワード インディーズ部門 ノミネート[18]

## 書籍
- キラキラスターナイトDX パーフェクトブック（三才ブックス、2017年4月26日発売）

## アルバム
- 8BIT キラキラスターナイトDX - RIKI collection -（日本コロムビア、2017年4月26日発売）